# زنبق رنگ‌پریده
زنبق رنگ‌پریده (نام علمی: Iris pallida) نام یک گونه از سرده زنبق است.